# Греміо Баруері
Греміо Баруері (повна назва порт. Grêmio Barueri Futebol Ltda.) — бразильський футбольний клуб з міста Баруері,  штат Сан-Паулу.
До 2010 року клуб був відомий як Grêmio Recreativo Barueri. В 2010 року клуб був відомий як Grêmio Prudente Futebol Ltda. («Греміу Пруденті»).

## Історія
Клуб був заснований 26 березня 1989 року в місті Баруері, на північно-західній околиці Сан-Паулу, як загальноспортивний клуб, який повинен був представляти місто у різних спортивних змаганнях. 
У 2001 році клуб виділив професійну футбольну команду, яка змагалась у чемпіонаті штату Серія B/3 і посіла 14-е місце. Після чого клуб постійно досягав успіху, кожен рік піднімаючись на наступний рівень. 2008 року «Греміу Рекреативу Баруері», посівши 4-е місце у Серії B, вперше в своїй історії досягнув права виступати у бразильській Серії A. 2009 року клуб закінчив сезон на 11-ому місці, що дало змогу змагатися за Південноамериканський кубок.
Клубу і місту не вдалося досягти угоди про тренувальний комплекс і стадіон, що спричинило до переміщення клубу до Презіденті-Пруденті, приблизно за 600 км від столиці штату. Цей крок був оформлений до кінця лютого 2010 року, і було оголошено, що зміна емблеми і форми буде проведена в найближчі тижні.
Новим стадіоном клубу став Estádio Eduardo José Farah, відомий як Прудентао, що має місткість 44414 глядачів.
За підсумками чемпіонату Бразилії 2010 року «Греміо Пруденті» вилетів із Серії A, закінчивши на останньому, 20-му, місці з 28-ма очками з відставанням від «Гояс» на 4 очки.
Талісманом клубу є бджола. Ідея бджоли — це простота, робота в команді, сила в єдності і виробництво багатства.